# Hrádek nad Nisou
Hrádek nad Nisou (hist. niem. Grottau) – miasto w północnych Czechach, w kraju libereckim, nad Nysą Łużycką, u stóp Gór Łużyckich. Leży w pobliżu czesko-niemiecko-polskiego trójstyku; północna i zachodnia granica miasta są zarazem granicami państwowymi. Miasto utrzymuje bliskie kontakty z niemiecką Żytawą (5 km) i polską Bogatynią (10 km) w ramach tzw. Małego Trójkąta. 1 stycznia 2017 r. Hrádek nad Nisou liczył 7645 mieszkańców. 
Pierwsza wzmianka o mieście pochodzi z roku 1288. W swej historii kilka razy zniszczone, w tym w wyniku wojen husyckich i wojen z Prusami w 1866.
Zabytkowe Stare Miasto jest chronione jako miejska strefa zabytkowa. W sąsiedniej wsi Chotyně wznosi się renesansowy zamek Grabštejn. Powstałe w wyniku zalania kopalni węgla brunatnego sztuczne jezioro Kristýna w zachodniej części Hrádku jest popularnym obiektem sportowo-rekreacyjnym.
Przez miasto biegnie linia kolejowa 346 / 089 łącząca Liberec z Żytawą oraz droga krajowa nr 35 również łącząca te dwa miasta.